# 膝關節脫位
膝關節脫位是指股骨和脛骨之間的膝蓋部位關節嚴重傷害的症狀。症狀包括膝蓋疼痛及膝不稳。併發症包括膝蓋附近動脈的受損（常見的部位是膝膕動脈）或是腔室症候群。
約有五成病例肇因於重大傷害，另有五成肇因於相對較小的傷害；膝關節脫位經常在將患者送抵醫院前較為緩和，通常斷裂的會是前十字韌帶、後十字韌帶，不然就是內側側韌帶或橈外靭帶如果踝肱指數低於 0.9，推薦使用電腦斷層血管攝影術來確認血管受損；不然，反覆的進行理學檢查就已足夠了。
如果關節仍為脫位，表明患者需要做復位手術或使用夾板固定，通常需要在施予鎮靜後，再進行手術。有動脈損傷跡象的患者需要立刻動手術；可能會需要進行多次手術。略高出一成的病例會需要截肢掉單腿的一部分。
膝關節脫位不常發生，每年在十萬人之中僅會出現一位患者，通常發生在男性多於女性；最常發生在年輕的成年人身上。膝關節脫位最早的記載，可以追溯回西元前 20 年，Meges of Sidon當時就有留下記錄。